# Campionati del mondo di ciclismo su pista 2014 - Corsa a punti maschile
La corsa a punti maschile ai Campionati del mondo di ciclismo su pista 2014 si svolse il 28 febbraio 2014 su un percorso di 160 giri, per un totale di 40 km/h con sprint intermedi ogni 10 giri. La vittoria andò al colombiano Edwin Ávila, che concluse il percorso con il tempo di 45'13"143 alla media di 53,074 km/h.
Partenza con 20 ciclisti di federazioni diverse dei quali 17 completarono la gara.

## Podio
| Pos.    | Atleta      | Nazionalità   |
| ------- | ----------- | ------------- |
| Oro     | Edwin Ávila | Colombia      |
| Argento | Tom Scully  | Nuova Zelanda |
| Bronzo  | Eloy Teruel | Spagna        |

## Risultati
| Posizione | Atleti              | Nazione       | Punti sprint | Punti giro | punti totali |
| --------- | ------------------- | ------------- | ------------ | ---------- | ------------ |
| 1         | Edwin Ávila         | Colombia      | 10           | 60         | 70           |
| 2         | Tom Scully          | Nuova Zelanda | 26           | 40         | 66           |
| 3         | Eloy Teruel         | Spagna        | 18           | 40         | 58           |
| 4         | Andreas Graf        | Austria       | 10           | 40         | 50           |
| 5         | Cheung King Lok     | Hong Kong     | 21           | 20         | 41           |
| 6         | Martyn Irvine       | Irlanda       | 15           | 20         | 35           |
| 7         | Theo Reinhardt      | Germania      | 14           | 20         | 34           |
| 8         | Ivan Savickij       | Russia        | 13           | 20         | 33           |
| 9         | Théry Schir         | Svizzera      | 6            | 20         | 26           |
| 10        | Glenn O'Shea        | Australia     | 4            | 20         | 24           |
| 11        | Milan Kadlec        | Rep. Ceca     | 3            | 20         | 23           |
| 12        | Kenny De Ketele     | Belgio        | 11           | 0          | 11           |
| 13        | Elia Viviani        | Italia        | 7            | 0          | 7            |
| 14        | Roman Lutsyshyn     | Ucraina       | 4            | 0          | 0            |
| 15        | Vivien Brisse       | Francia       | 3            | 0          | 3            |
| 16        | Anton Muzychkin     | Bielorussia   | 0            | 0          | 0            |
| 17        | Owain Doull         | Gran Bretagna | 0            | 0          | 0            |
| –         | Lasse Norman Hansen | Danimarca     | 11           | 0          | DNF          |
| –         | Ivan Carbajal       | Messico       | 0            | −20        | DNF          |
| –         | Nolan Hoffman       | Sudafrica     | 0            | 0          | DNF          |

 Nota: DNF ritirato